# سعد بن ناصر الحميدي
سعد بن ناصر بن عبد الله الحميدي دبلوماسي وسياسي قطري وسفير دولة قطر لدى جمهورية تونس في ولايته الثانية منذ العام 2017م، التحق بالعمل في وزارة الخارجية عام 1980م بعد أن أنهى دراسته الجامعية في دولة قطر، وأكمل الماجستير لاحقا في الهند عام 1989م، شغل عدة مناصب في وزارة الخارجية وشغل عدة مناصب حساسه في الوزارة حتى تحصل على درجة وزير عام 2015م، شارك في دورة الأمم المتحدة في نيويورك بالإضافة إلى مشاركته في عدد من المؤتمرات العربية والدولية ومؤتمر القمة الإسلامي في الدوحة.

## المؤهلات العلمية
- حاصل على درجة البكالوريوس في علم الاجتماع من جامعة قطر.
- ماجستير دراسات عامة في العلوم السياسية –نيودلهي 1990م.[2]

## الخبرات العملية
- دبلوماسي في سفارة دولة قطر في أبو ظبي في الفترة 1981-1986م.
- دبلوماسي في سفارة دولة قطر في نيودلهي في الفترة 1986-1990م.
- دبلوماسي في سفارة دولة قطر في فيينا في الفترة 1992-1996م.
- سفير دولة قطر لدى سلطنة عمان للفترة 1996-2004م.
- مدير مكتب وزير الدولة للشؤون الخارجية للفترة 2004-2005م.
- سفير دولة قطر في تونس للفترة 2005-2012م.
- مدير مكتب وزير الخارجية للفترة 2013-2016م.
- منذ 05/01/2017: سفير دولة قطر مرة أخرى في تونس.[1]